# Dirvonėnai (okręg szawelski)
Dirvonėnai (hist., pol. Dyrwiany, Wielkie Dyrwiany) – wieś na Litwie w rejonie szawelskim okręgu szawelskiego, 33 km na zachód od Szawli.

## Historia
Dyrwiany były niegdyś centrum obszernego dominium Wielkie Dyrwiany. Były też siedzibą jednego z 28 traktów Księstwa Żmudzkiego (odpowiedników powiatów w innych województwach). Przed XVII wiekiem stanowiły część magnackiej fortuny Kurtowian. Według przekazów rodzinnych – przez trzy stulecia (XVII–XIX wiek) było to dziedzictwo rodziny Nagurskich herbu Pobóg (lub Ostoja). Pierwszym znanym z nazwiska dziedzicem majątku był Jan Nagurski (ur. przed 1660 rokiem). W XVIII wieku gospodarował tu Kajetan Nagurski (1765–1802), chorąży powiatu szawelskiego. Po jego bezpotomnej śmierci majątek odziedziczył jego brat stryjeczny Dominik. W XIX wieku właścicielami majątku byli m.in. Lucjan Nagurski i jego syn Jan Nagurski (1860–1920). Przed 1900 rokiem majątek podzielono między braci, m.in. Jana i Zygmunta, który otrzymał jedną z części dóbr – Pojeziory wraz z tamtejszym folwarkiem. Jan otrzymał Dyrwiany.
Na początku XIX wieku dominium liczyło 400 włók ziemi, w drugiej połowie tego wieku, przed rodzinnym podziałem majątku liczył on 160 włók (z folwarkami i wsiami zasiedlonymi przez dzierżawców).
W czasie I wojny światowej majątek i dwór zostały zdewastowane. Po wojnie majątek rozparcelowano, wokół dworu pozostawiono 80 ha. Ostatnią właścicielką okrojonej części majątku była córka Jana Nagurskiego – Janina Szuszowicz (Szuszowić) (~1900–1983).
Po III rozbiorze Polski w 1795 roku Dyrwiany, wcześniej będące siedzibą trktu Wielkie Dyrwiany Księstwa Żmudzkiego Rzeczypospolitej znalazły się na terenie powiatu szawelskiego guberni kowieńskiej Imperium Rosyjskiego. W II połowie XIX wieku należały do gminy Kurszany, do parafii rawdziańskiej.
10 października 1920 roku na podstawie umowy suwalskiej przyznano je Litwie, która w okresie 1940–1990, jako Litewska Socjalistyczna Republika Radziecka, wchodziła w skład ZSRR.
W 1920 roku powstała tu szkoła podstawowa. Była tu też siedziba kołchozu. Od 2001 roku funkcjonuje tu liceum ogólnokształcące.
23 sierpnia 1894 w Dyrwianach urodził się Zygmunt Gużewski – major Wojska Polskiego i kawaler Orderu Virtuti Militari.

## Demografia folwarku i wsi

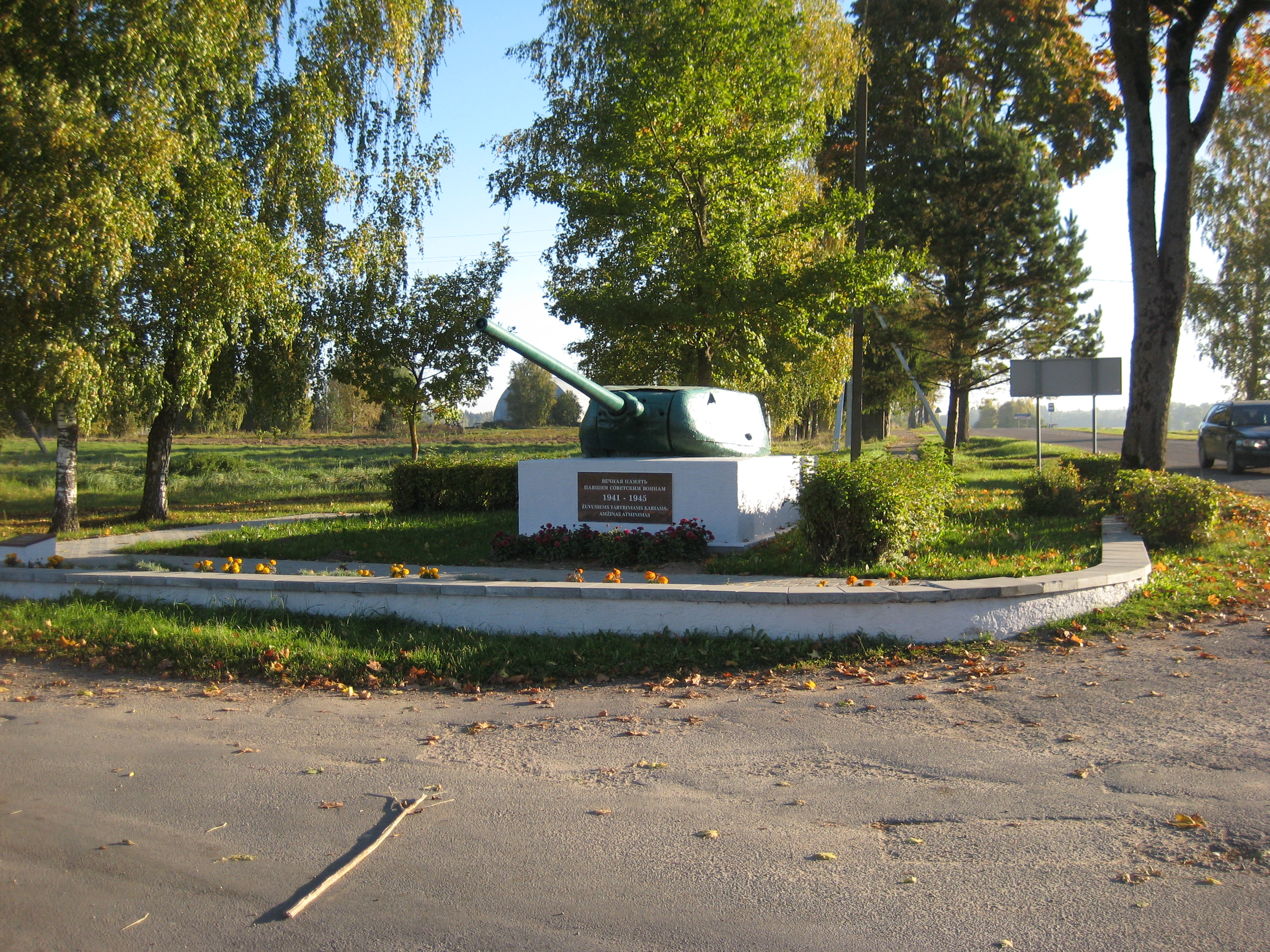
Pomnik poległych żołnierzy radzieckich w centrum wsi (2013)

1667 – 309
1923 – 110
1959 – 163
1970 – 238
1979 – 287
1985 – 301
1989 – 360
2001 – 414
2011 – 352.

## Nieistniejący dwór
Tutejszy dwór był to dziewięcioosiowy, drewniany dom, pośrodku piętrowy, z parterowymi skrzydłami i wysuniętym do przodu przedsionkiem, nad którym był taras, przykryty wysokim, gładkim, gontowym dachem.
Majątek Dyrwiany został opisany (przy okazji opisu majątku Pojeziory) w 3. tomie Dziejów rezydencji na dawnych kresach Rzeczypospolitej Romana Aftanazego.